# Vlag van Catamarca

Vlag van Catamarca

De vlag van Catamarca is rechthoekig en heeft een gouden rand die het culturele erfgoed van de provincie symboliseert. De lichtblauwe en witte strepen staan voor de lucht en de nationale vlag van Argentinië, terwijl de rode streep de oorsprong van de bevolking symboliseert. In het midden, waar de kleuren samenkomen, staat de Meizon, omringd door een krans van 16 olijftakken, die de departementen van de provincie vertegenwoordigen.
De vlag is op 25 augustus 2011 vastgesteld op initiatief van het ministerie van Onderwijs van de provincie in overeenstemming met wet nr. 5231 van de provinciale wetgevende macht. Tot die datum was Catamarca de enige Argentijnse provincie die geen officiële vlag had.
Het werd opgericht in het jaar van zijn oprichting, op 25 augustus - datum van de autonomie van Catamarca-, als "Dag van de vlag van de provincie Catamarca" bij decreet ondertekend door de minister van Onderwijs Mario Perna en ondertekend door de gouverneur Eduardo Brizuela del Moral.

## Geschiedenis

### Voorgaande vlag
Als eerste vlaggen werden in 1815 een verticale witte en lichtblauwe vlag en de vlag van de Federal League gebruikt.

### Huidige vlag
De provincie Catamarca was de laatste provincie van Argentinië die zichzelf een vlag als provinciale staat gaf. Om Wet nr. 5231 toe te passen, hield het hoofd van het Ministerie van Onderwijs van die provincie, Lic. Mario PERNA, in 2011 een wedstrijd in de hele provincie, waarvan de rechtbank bestond uit magister Marcelo Ghersani en Alicia Moreno, beide specialisten in Heraldiek en Vexillologie en voorgezeten door de minister van Onderwijs, Wetenschap en Technologie Lic. Mario Perna, als winnaar van de wedstrijd voor het ontwerp, Claudio Fabián MARTINENA, gekozen uit bijna een dozijn modellen die ze zelf presenteerden.
De beschrijving en weergave van de elementen is als volgt, volgens de Catamarcaanse krant La Unión.
...heeft een rechthoekige vorm met een totale afmeting van 90 cm hoog en 1,80 cm breed, gevormd door een veld dat in vier delen is verdeeld. Aan de randen heeft het een gouden rand, die het rijke culturele erfgoed van de provincie voorstelt. De bovenkant is lichtblauw en wit, wat staat voor de lucht, het nationale vaandel en de mantel van de Maagd. Aan de onderkant heeft het een bloedrode streep, die staat voor "de mengeling van ons bloed". In het midden, op de kruising van de kleuren, is een zon ontworpen, geïnspireerd op de zon van de Inca's. Aan de zijkanten is een kroon van olijfbomen ontworpen, bestaande uit 16 bladeren, die alle departementen van de provincie voorstellen. Aan de zijkanten is een kroon van olijfbomen ontworpen, bestaande uit 16 bladeren die alle departementen van de provincie voorstellen.
Het werd voor het eerst gehesen tijdens een openbare handeling op 25 augustus 2011, Catamarca Autonomy Day in het Central Plaza van de Catamarcaanse hoofdstad, voor de Paseo de la Fe en de kathedraal Basilica Nuestra Señora del Valle, door de autoriteiten van de drie machten van de Provinciale Staat, na de viering van het traditionele Te Deum, dat een bijzonder karakter had omdat het voor het eerst oecumenisch van aard was, zijnde het provinciaal kleed dat voor het hijsen op dezelfde manier gezegend werd door alle religies met zetel in de provincie.